# George Lambert
George Howard Lambert (Hampton, 1º settembre 1928 – River Falls, 30 gennaio 2012) è stato un pentatleta statunitense.

## Palmarès
In carriera ha conseguito i seguenti risultati:
- Giochi olimpici:

Melbourne 1956: argento nel pentathlon moderno a squadre.
Roma 1960: bronzo nel pentathlon moderno a squadre.
- Mondiali:

Hershey 1959: bronzo nel pentathlon moderno a squadre.